# Миа Давид
Миа Давид (Београд, 1974) је архитектица, сценографкиња, кустоскиња, универзитетска професорка.

## Образовање и запослење
Миа Давид је рођена у Београду где је дипломирала на Архитектонском факултету (2003), а магистрирала (2006) и докторирала на групи за Сценски дизајн Универзитета уметности у Београду (2009).
Запослена је на Факултету техничких наука у Новом Саду као редовна професорка уметничких предмета и дизајна.
Чланица је Инжењерске коморе Србије, Друштва архитеката Београда, НУНС-а и ИКТ, независне кустоске мреже.
Ћерка је Филипа Давида, писца, драматурга и сценаристе а београдски архитекта, Миша Давид, јој је стриц.

## Уметнички ангажман
Миа Давид је ауторка великог броја изведених пројеката из области архитектуре, дизајна, сценографије и уметности, као и новинских текстова објављених у различитим медијима. Излагала је у Берлину, Њујорку, Бечу, Рену, Сарајеву, Загребу, Љубљани, Франкфурту, Москви, Риму, Венецији, Прагу, и другим градовима. Као партнерка радила је у архитектонским студијима ДСЗ и Блок. Основала је магазин Кварт 2008. године у којем је и радила као главна и одговорна уредница у периоду од 2008 до 2010. Једна је од неколико оснивача невладине организације Блокови основане 2010. године. Као кустоскиња и једна од аутора представљања Србије на Прашком квадријеналу у области архитектуре 2011. године остварила је запажен ангажман. Од 2010. до 2014. године била је вршилац дужности директора Културног центра Београда.
Ауторка је емисије „Живот као такав“ на радију Б92 која је емитована две године и то од 2013. до 2015. Као кустоскиња националног наступа Србије на Прашком квадријеналу 2015. године заједно са осталим члановима тима наступа Србије, добитница је Златне медаље за успостављање дијалога.
У краћем периоду радила је и као предавачица на Факултету драмских уметности у Београду.
Од 2016 године води Навигатор галерију. Ауторка је емисије „Простори слободе“ на Ремаркер веб порталу. 

## Сценографија
- Кабаре сцена Народног позоришта у Ужицу, идејно решење, 6. Бијенале сценског дизајна, Музеј примењене уметности, Београд, 2006, аутор идејног решења (са Радивојем Динуловићем и Филипом Зарићем).
- Кабаре сцена Народног позоришта, изведен архитектонски пројекат сценско-гледалишног простора и пројекти ентеријера сале и хола, Ужице, 2006 – 2009, аутор и пројектант (са Филипом Зарићем).
- Пјер Паоло Пазолини: „Пилад", режија: Андреа Паћото, Народно позориште, Ужице, 2006, сценографија позоришне представе.
- Стив Тешић: „Уметност и доколица", режија: Немања Ранковић, Народно позориште, Ужице, 2006., сценографија позоришне представе.
- Карло Голдони: „Слуга двају господара", режија: Андреа Паћото, Народно позориште, Ужице, 2007, сценографија позоришне представе; Представа је премијерно приказана на Венецијанском бијеналу, Венеција, Италија, 2007. и у оквиру пратећег програма фестивала Битеф, Београд, 2007.
- Бранислав Нушић: „Свет", режија: Горан Головко, Крушевачко позориште, 2008, сценографија позоришне представе.
- Никита Миливојевић: „Зимске баште", режија: Никита Миливојевић, Битеф театар, Београд, 2009, сценографија позоришне представе; Представа је премијерно приказана на Венецијанском бијеналу, Венеција, Италија, 2009.
- Штефан Пека: „Румунија 21", режија: Горан Говолко, Народно позориште, Ужице, 2010, сценографија позоришне представе.
- Мартин Шерман: „Изопачени" режија: Андреј Носов, Битеф театар и Хартефакт, Београд, 2012, сценографија позоришне представе.
- Вук Бошковић: „Глад", режија: Андреј Носов, Хартефакт и Културни центар Београда, Београд, 2013, сценографија позоришне представе.
- Ернест Толер: „Хинкеман", режија: Андреј Носов, Југословенско драмско позориште и Хартефакт, Београд, 2013, сценографија позоришне представе.
- Сценографија за позоришну представу „Вертер: или имас наде или наде немаш", текст: В. Бошковић по мотивима „Јади младог Вертера" – Ј.В. Гетеа, режија: Ајдреј Носов, продукција Хеартефакт, 2014.
- Сценографија за позоришну представу „У агонији", М. Крлежа, режија: Ана Ђорђевић, продукција Беоарт, Народно позориште, 2016.
- Сценографија за позоришну представу „Јулија", драматургија Нина Џувер по мотивима текста А. Стринберга, режија: Мирјана Карановић, продукција Хартефакт, Битеф театар, 2017.

## Сајамска сценска решења
- Сајамски  наступ српске текстилне индустрије, Москва, Русија, 2007, коаутор поставке са Филипом Зарићем.

- Сајамски  наступ Србије на сајму књига у Франкфурту, Међународни сајам књига, Франкфурт, 2007, коаутор поставке са Филипом Зарићем.
- Сајамски  наступ издавачке куће „Клио“, Међународни сајам књига, Београд, 2007, коаутор поставке са Филипом Зарићем.
- Награда за најбољу сајамску презентацију за поставку и дизајн наступа издавачке куће Клио из Београда, Међународни сајам књига, Београд, 2006, коаутор са Филипом Зарићем.

## Кустоске изложбе
- „Две линије живота или заштозец воли коров“, кустоски уметнички пројекат, La Criée centre d art contemporain, Рен, Француска, 2013, коаутор са Зораном Ђаковићем.
- „Пут за Европу – са принципом иили без“, Кунстраум Палаис Порциа, Беч, Аустрија, 2013, коаутор са Зораном Ђаковићем.
- „Мир Мир, Мир,...“, Collegium artisticum, Сарајево, Босна и Херцеговина, 2014., коаутор са Зораном Ђаковићем
- „Количина која недостаје", Конзулат, Берлин, Немачка, 2014. кустос са Зораном Ђаковићем.

- „Гостопримство", Берлин, Немачка, 2015. кустос са Зораном Ђаковићем.

- „Са укусом соли", Трст, Италија, 2015.кустос са Зораном Ђаковићем.

- „Повратак места", Српски културни центар, Париз, Француска, 2015.кустос са Зораном Ђаковићем.
- Изложба „И онда поново усамљеност", Навигатор галерија, Београд, 2016; кустос
- Изложба „Једна ласта не чини пролеће", Навигатор галерија, Београд, 2016; кустос

- Изложба „Изгледало је интимно од почетка", Навигатор галерија, Београд, 2016; кустос

- Изложба „Ту сам где би требало да желим да будем", Навигатор галерија, Београд, 2016; кустос.
- Изложба „Наравно да те још увек волим", Навигатор галерија, Београд, 2016; кустос
- Изложба „Ти си мени супер", Навигатор галерија, Београд, 2016; кустос
- Изложба „Ко ти је дао све те речи када не умеш да их користиш", Навигатор галерија, Београд, 2017; кустос

- Изложба „Ок је. Иди.", Навигатор галерија, Београд, 2018; кустос.

- Изложба „Тешко је бити слободан", Навигатор галерија, Београд, 2018; кустос.

- Изложба „Нисам се срећно заљубила о чему бисмо онда причали", Навигатор галерија, Београд, 2018; кустос.

- Изложба „Јел проваљујеш да живот нема смисла", Навигатор галерија, Београд, 2018; кустос.

- Изложба „Знам да као не причамо ал знаш да тешко ћутим", Навигатор галерија, Београд, 2018; кустос.

- Изложба „Ок је. Иди.", Навигатор галерија, Београд, 2018; кустос.
- Изложба „Кажи извини", Навигатор галерија, Београд, 2018; кустос.
- Изложба „На терапији", Навигатор галерија, Београд, 2018; кустос.
- Међународна изложба „Лабораторија простора 2.0 – Архитектонска лабораторија”, Централна зграда Универзитета у Новом Саду, кустоси Миа Давид, Ивана Мишкељин и Бојан Тепавчевић, аутор изабраног рада, Нови Сад, 2019.
- Изложба „Ућути молим те”, Навигатор галерија, Београд, 2019. кустос.

- Изложба „О чему размишљаш”, Навигатор галерија, Београд, 2019. кустос.

- Изложба „Било је већ касно, жена ме је звала 2 пута”, Навигатор галерија, Београд, 2019. кустос.

- Изложба „Живот је тамо где смо ми”, Навигатор галерија, Београд, 2019. кустос.
- Изложба „Вечност", Навигатор галерија, Београд, 2022; кустос.
- Мећународна изложба Нестабилно месо", НГВУ, Подгорица, 2023, кустос заједно са Јеленом Јанковић и Иваном Ивковић

## Изложбе
- Scene Design О2 – cite: krstac“, Уметнички пројекат „Еко-логично“ (Eco-Logic), кустос: Слободан Данко Селинкић, званични наступ Србије и Црне Горе, Венецијанско бијенале (Bienalled’Arhitetettura),Венеција, Италија, 2004, члан ауторског тима уметничког пројекта.
- „Peep Chow“, магистарска уметничка изложба, Галерија Off Space, Београд, 2009.
- „Радна биографија: Сценски  простори Радивоја Динуловића“, ретроспективна изложба уметничких радова, Салон архитектуре, Музеј примењене уметности, Београд; Са(њ)ам књиге у Истри, Пула, Хрватска; Галерија Ђура Којић, Нови Сад; Југословенски позоришни фестивал „Без превода“, Ужице; Културни центар Бански двор, Бања Лука, Босна и Херцеговина, 2009 – 2010, коаутор изложбе са Татјаном Дадић Динуловић.
- „Интимност“, Миксер дизајн експо, Силоси Житомлина, Београд, 2009., ауторка изложбе и просторне поставке, ауторка једног од изложених радова.
- „Укључујем“, Миксер дизајн експо, Силоси Житомлина, Београд, 2010., ауторка изложбе и просторне поставке, ауторка једног од изложених радова;
- „Хоћу да говорим о рату“, Галерија Кловићеви двори, Загреб, Хрватска, 2014., коаутор са Зораном Ђаковићем.
- Бијенале сценског дизајна, у оквиру програма Нови Сад – Европска престоница културе, програмски концепт (са А. Дануловић, Ј. Димитријевић, З. Ердељан, Р. Бошковић Живановић, С. Милићевић, Д. Михајловић, А. Пештерац), директор и уметнички директор пројекта Нови Сад, 2022.
- Сан неолитске ноћи, Музеј војводине, сценски дизајн изложбе, Нови Сад, 2022.

## Награде
- Специјална награда 6. Бијенала сценског дизајна за дизајн сцене, видеа и промотивног материјала представе „Пилад“ у режији Андреје Паћота и продукцији Народног позоришта у Ужицу, Јустат и Музеј примењене уметности, Београд, 2006, аутор
- Награда „Јоаким Вујић“ за сценографију представе „Уметност и доколица“ у режији Немање Ранковића и продукцији Народног позоришта у Ужицу, Позоришни сусрети Јоаким Вујић, Крушевац, 2007, аутор
- Специјална награда Мии Давид и тиму 55. Октобарског салона, 2014.
- „Живот је оно што сањају мртви" (победнички рад на конкурсу за ново промишљање споменичке архитектуре) изведено решење, Иницијатива младих и ЗФД форум, Београд 2022., аутор

- Бефем, Награда за уметнички допринос суочавању са прошлошћу и промоцију мира за 2023.

## Публикације
- Vreme je da se upoznamo = It's Time We Got to Know Each Other : izložbeni prostor: Muzej "25. maj" - Muzej istorije Jugoslavije = exhibition venue: Museum "25th May" - Museum of Yugoslav History. Beograd: Kulturni centar. 2011. ISBN 978-86-7996-079-5.
- Ствари које нестају,Октобарски салон 55. Београд: Културни центар Београда. 2014. ISBN 978-86-7996-134-1.
- Debata o institucionalnom tretmanu rada "Cigani i psi" Zorana Todorovića : tekstovi učesnika i učesnica pisani nakon debate u Kulturnom centru Rex 27. aprila 2012. = Debate on the Institutional Treatment of the Work of Art "Cigani i psi" (Gypsies and Dogs) by Zoran Todorović : essays by participants werw written after the debate held in Rex Cultural Centre on April 27th 2012. Београд: Fond B92. 2014. ISBN 978-86-89891-01-0.
- Proces: Srbija na Praškom kvadrijenalu scenskog dizajna i scenskog prostora 2015. Process: Serbia at the Prague Quadrennial of Performance Design and Space 2015. Novi Sad, Beograd: Fakultet tehničkih, Muzej primenjene umetnosti. 2016.
- Давид, Миа (2009). Izgubljeni : doktorski rad iz umetnosti. Београд: M. David.
- Давид, Дадић Динуловић, Миа, Татјана (2010). Radna biografija : scenski prostori Radivoja Dinulovića. Клио. ISBN 978-86-7892-256-5.
- Давид, Миа (2020). Građenje političkog narativa scenskim sredstvima ili ko je odgovoran za odsustvo odgovornosti. ФДУ.
- „Шта су нама заставе да због њих плачемо? : О сценском дизајну представе Златка Паковића на фестивалу Desire 2018.”. Сцена: часопис за позоришну уметност.
- Давид, Миа. Ima li umetnosti van politike ili šta ostane od umetnosti kada se igramo politike?.
- „Škart je pravi izbor”. Форум: часопис архитеката Србије.